# Boris Feldman
Boris Mironowicz Feldman ros. Борис Миронович Фельдман (ur. 1890 w Pińsku, zm. 12 czerwca 1937 w Moskwie) – radziecki wojskowy, komkor od 1935 roku.

## Życiorys
Urodzony w rodzinie żydowskiego stolarza. Współpracował z działaczami ruchu robotniczego, za co był kilkakrotnie aresztowany, sądzony i skazywany.
W 1913 powołany do armii carskiej, walczył w I wojnie światowej. Członek RKP(b) od 1919. W maju 1918 wstąpił do Armii Czerwonej. W latach 1918–1922 sekretarz Sztabu Rejonowego Briańska. W 1919 pomocnik szefa Oddziału Operacyjnego 13 Armii, później szef sztabu 1 Brygady 9 Dywizji Strzelców. W 1920 pomocnik szefa sztabu, a potem szef sztabu 57 i 55 Dywizji Strzelców. W latach 1920–1921 szef sztabu samodzielnej brygady. W czasie powstania tambowskiego w 1921 dowódca Korpusu Ekspedycyjnego w Tambowie.
W latach 1922–1925 dowódca 17 Korpusu Strzelców, w latach 1925–1928 dowódca 19 Korpusu Strzelców. W latach 1928–1934 szef sztabu Leningradzkiego Okręgu Wojskowego. W latach 1934–1937 szef Głównego Zarządu Kadr Armii Czerwonej, członek Rady Wojskowej przy Komisariacie Ludowym Obrony ZSRR. W 1937 zastępca dowódcy Moskiewskiego Okręgu Wojskowego.
W okresie „wielkiego terroru”, 15 maja 1937 aresztowany przez NKWD. Jego wymuszone zeznania dały pretekst do aresztowania m.in. Tuchaczewskiego. Sądzony przez nadzwyczajne zgromadzenie Sądu Najwyższego ZSRR i skazany 11 czerwca 1937 na śmierć z zarzutu o udział w spisku wojskowym w Armii Czerwonej i przygotowaniu obalenia władzy sowieckiej drogą powstania zbrojnego i klęski ZSRR w nadchodzącej wojnie. Wraz z nim  zostało skazanych siedmiu innych wysokich dowódców Armii Czerwonej: Michaił Tuchaczewski, Jona Jakir, Robert Ejdeman, August Kork, Witalij Primakow, Ijeronim Uborewicz, Witowt Putna. Stracony 12 czerwca 1937. Ciało skremowano w krematorium na Cmentarzu Dońskim, prochy pochowano anonimowo.
Zrehabilitowany postanowieniem Kolegium Wojskowego Sądu Najwyższego ZSRR 31 stycznia 1957.
Odznaczony Orderem Czerwonego Sztandaru.